# Oliver James
Oliver James, nome completo Oliver James Hudson (Ottershaw, 1º giugno 1980), è un attore e musicista britannico, che, oltre ad aver interpretato diversi film e registrato canzoni, suona perfettamente chitarra e pianoforte.

## Carriera
Dopo aver frequentato la Guildford School of Acting nel nativo Surrey, si è recentemente trasferito a Los Angeles.

Il soprannome con cui più spesso viene chiamato dagli amici e parenti è Ollie, è alto all'incirca 1.80 cm e ha lavorato solo per un anno prima di ricevere la parte in Una ragazza e il suo sogno.
Nel 2003 esordisce al fianco di Colin Firth e Amanda Bynes in Una ragazza e il suo sogno, film uscito in Italia nel 2004, interpretando la parte di Ian Wallace, un giovane dagli ideali cristallini e puri, che ama la semplicità.
Nel 2004 è al fianco di Hilary Duff in Nata per vincere, di Sean McNamara, dove veste i panni di Jay Corgan, un ragazzo amante della musica, che Terry Fletcher, interpretata da Hilary Duff, incontra ad una scuola di musica a Los Angeles: la Bristol Hillman Music Conservatory.
Nel 2009 è protagonista di Without a Paddle 2 - Il richiamo della natura, diretto da Ellory Elkayem.

## Filmografia

### Attore

#### Cinema
- Una ragazza e il suo sogno, regia di Dennie Gordon (2003)
- Nata per vincere (Raise Your Voice), regia di Sean McNamara (2004)

#### Televisione
- School's Out, regia di Pat Sharpe (2002) - corto
- Without a Paddle 2 - Il richiamo della natura (Without a Paddle: Nature's Calling), regia di Ellory Elkayem (2009)

- Roadkill, regia di Johannes Roberts (2011)
- Black Forest - Favole di sangue (Black Forest), regia di Patrice Dinhut (2012)

#### Serie TV
- The Afternoon Play – serie TV, episodi 1x5 (2003)
- The Innocence Project – serie TV, 8 episodi (2006-2007)